# المركز الطبي الجامعي فرايبورغ
المركز الطبي الجامعي فرايبورغ (Universitätsklinikum Freiburg) يقع في مدينة فرايبورغ بألمانيا، يعد مستشفى تعليمي وجزءًا من وحدة البحث الطبي في جامعة فرايبورغ وموطن كلية الطب. ويعتبر المركز الطبي أحد أكبر المستشفيات في أوروبا. تعود الخدمات الطبية في جامعة فرايبورغ إلى تأسيس الجامعة عام 1457، حيث كانت كلية الطب إحدى الكليات الأربع المؤسسة.

## التاريخ
تأسست كلية الطب مع جامعة فرايبورغ عام 1457. في عام 1751 بدأت كلية الطب الأنشطة الطبية الخيرية وتم إنشاء أول عيادة عامة (مستشفى المرضى العام). في القرن التاسع عشر تم بناء مركز طبي، تلاه حرم جامعي كامل مع أقسام متخصصة مختلفة.
في عام 1887 تم إنشاء عيادة الطب النفسي. وفي عام 1926 بدأ المهندس المعماري أدولف لورينز في بناء مجمع مستشفى حديث في موقع المستشفى الحالي. خلال الحرب في عام 1944 تم تدمير جميع مرافق المركز الطبي تقريبًا. وفي عام 1952 بدأت إعادة بناء المركز الطبي وفقًا للخطط الأصلية. منذ ذلك الحين توسع المركز الطبي بشكل مستمر وأضيف له العديد من المعاهد والعيادات الفرعية.

## رعاية المرضى
اليوم يضم المستشفى 1600 سرير ويعالج 65000 مريض داخلي كل عام. يتم فحص حوالي 380000 مريض خارجي سنويًا. يعمل في المركز الطبي الجامعي ما يقرب من 10000 شخص بما في ذلك أكثر من 1200 طبيب وحوالي 2800 ممرض.
كمركز رعاية من الدرجة الثالثة ومستشفى أوروبي كبير، يتم تمثيل جميع التخصصات والتخصصات الفرعية تقريبًا في المركز الطبي الجامعي في فرايبورغ. هناك العديد من المراكز الكبيرة التي تجمع الموارد والخبرات من أجل توفير العلاج الأمثل، من بينها مركز أمراض القلب والأوعية الدموية السابق، ومركز نقص المناعة المزمن، ومركز مركز لودفيج هيلماير للأورام - مركز السرطان الشامل -، وكذلك مركر معالجة الكبد، والمركز الدولي لسرطان البنكرياس، ومركز معالجة العصب، ومركز طب الشيخوخة، ومركز معالجة الصرع.
بصرف النظر عن العيادات والمعاهد، يضم المركز الطبي أيضًا مرافق بحثية واسعة النطاق والعديد من قاعات المحاضرات وحتى محطة طاقة خاصة.

## الاعتراف الدولي
تم تحقيق العديد من الاختراقات الطبية في فرايبورغ، مثل أول زرع للقلب الصناعي في وسط أوروبا أو أول عملية زرع قلب ورئة مشتركة في ولاية بادن- فورتمبيرغ. في عام 2010 ، كان المركز الدولي لسرطان البنكرياس التابع للمركز الطبي هو الأول في ألمانيا الذي يجري عملية استئصال البنكرياس والإثني عشر بالمنظار.
في عام 2004 أصبح المركز الطبي الجامعي فرايبورغ أول عيادة في ألمانيا تجري عملية زرع كلى غير متوافقة مع فصيلة الدم. ومع أكثر من 40 عملية زرع حتى الآن، يعد المركز الطبي الجامعي فرايبورغ أحد أكثر المراكز خبرة فيما يتعلق بهذا الإجراء الجديد. تبلغ الميزانية السنوية للمركز الطبي الجامعي حوالي 600 مليون يورو.
في مارس 2007 ، تم تسمية مركز لودفيج هيلماير للأورام - مركز السرطان الشامل بفرايبورغ (CCCF) -، كمركز متميز في علاج الأورام، وهو أحد المراكز الأربعة الأولى في ألمانيا التي يتم تمويلها بشكل خاص من قبل إدارة السرطان الألماني.
أنشأ المركز الطبي الجامعي في فرايبورغ مؤخرًا، مركزًا لعلاج نقص المناعة المزمن (CCI)، تم اختياره ليتم تمويله بما يصل إلى 50 مليون يورو على مدى 5-10 سنوات كمركز متكامل للبحث والعلاج من قبل الوزارة الاتحادية للتعليم والبحوث الألمانية. في عام 2010 قرر المركز الطبي إنشاء مركز شامل للرئة فيما يتعلق بالأهمية المتزايدة لأمراض الرئة.
في أبريل 2012 اندمج مركز القلب والأوعية الدموية في المركز الطبي الجامعي في فرايبورغ مع مركز القلب ببلدة باد كروزينجن لتشكيل مركز القلب بجامعة فرايبورغ والذي أصبح أكبر مركز للقلب في ألمانيا.
يعد المركز الطبي الجامعي في فرايبورغ أكبر مستشفى حاصل على اعتماد KTQ، للتعاون من أجل الجودة والشفافية في الرعاية الصحية، وهو الإجراء الأكثر انتشارًا لإصدار الشهادات في المستشفيات الألمانية. الهدف من KTQ هو إتاحة إجراء شهادة طوعي للمستشفيات وتعزيز التحسين المستمر وإدارة الجودة الداخلية. ويعد ختم شهادة KTQ صالح لمدة ثلاث سنوات، وبعد ذلك يجب إجراء إعادة التقييم. تم اعتماد المركز الطبي الجامعي لأول مرة في عام 2005 وأعيد اعتماده مؤخرًا في عام 2008.

## التعليم
يعد المركز الطبي الجامعي في فرايبورغ موطنًا لكلية الطب بجامعة فرايبورغ، وهي كلية طبية ألمانية رفيعة المستوى، وهي المستشفى التعليمي الأساسي للكلية. يمتلك المركز الطبي أيضًا أكاديمية للمهن الطبية (أكاديمية المهن الطبية) بما في ذلك مدرسة تمريض ومدرسة للعلاج الطبيعي ومدرسة للقبالة.

## الخدمات الطبية الدولية وتطوير الأعمال
تأسست الخدمات الطبية الدولية وتطوير الأعمال الدولية (اختصارها: IMS) في عام 2000 من قبل مجلس إدارة المركز الطبي الجامعي في فرايبورغ. تقدم IMS خدماتها للمرضى الأجانب وعائلاتهم الذين يأتون للعلاج الطبي في المركز الطبي الجامعي في فرايبورغ. تشمل الخدمات تقديم المساعدة في الحصول على التأشيرة وتقديرات التكلفة وجدولة المواعيد الطبية وترتيب المترجمين الفوريين وخطط السفر ومعالجة الفواتير النهائية، إضافة إلى الخدمات الأخرى.
كما توفر IMS خدمات الطب عن بعد، مثل علم الأشعة عن بعد والاستشارات عن بعد، والتعليم عن بعد، إضافة إلى الخدمات الاستشارية التي تشمل المساعدة في شراء المعدات الطبية التقنية للمستشفيات، وتصميم وتخطيط مشاريع ترقية المستشفى ووحدة إعادة التأهيل. وينظم ورش عمل وندوات وجلسات تعليم عن بعد للموظفين الطبيين والإداريين. ويتحدث موظفو IMS عدة لغات، من بينها الإنجليزية والروسية.

## خدمات الطب عن بعد

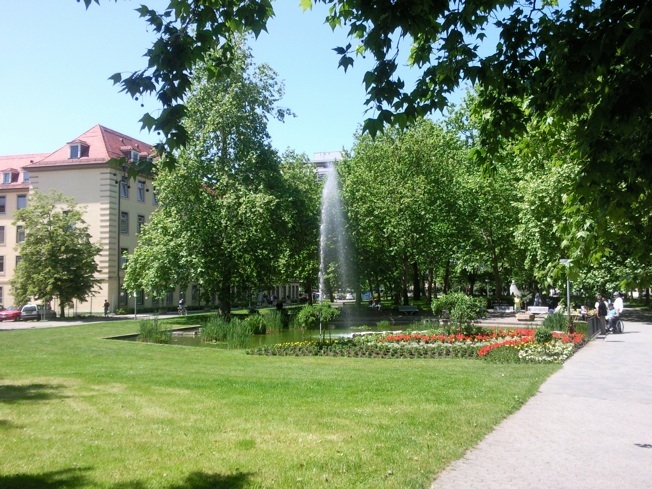
الحديقة في المركز الطبي الجامعي

يتم التواصل مع الأخصائيين الطبيين من خلال قنوات الإنترنت المشفرة بشكل خاص، مما يؤمن البيانات الطبية السرية للمرضى. تتيح هذه الخدمة للمرضى الحصول على «رأي ثان» من طبيب ألماني دون الحاجة إلى مغادرة وطنهم. تستخدم IMS أيضًا هذه التقنية على نطاق واسع في التدريس عن بعد.

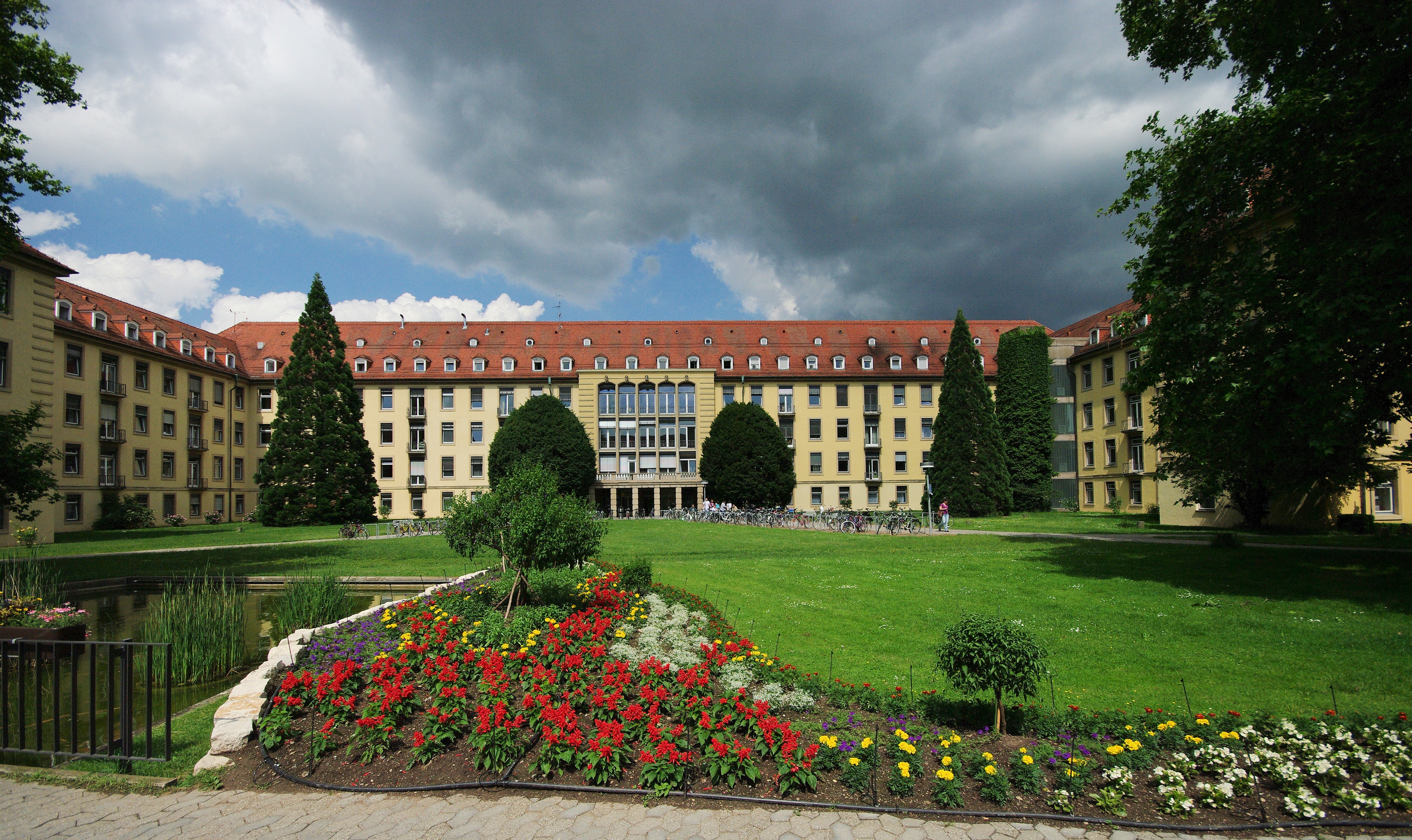
قسم الجراحة